# UNB (grupo musical)
UNB (em coreano:  유앤비; acrônimo para You & Unit B, anteriormente conhecido como UNI+ B (em coreano:  유닛 B)), foi um grupo masculino sul-coreano temporário formado através do reality show da KBS The Unit. O grupo era composto por nove membros: Jun, Euijin, Go Ho-jung, Feeldog, Marco, Ji Han-sol, Daewon, Kijung, e Chan. A estreia do grupo ocorreu em 7 de abril de 2018, com o lançamento do EP Boyhood. O grupo encerrou suas atividades em 27 de janeiro de 2019.

## História
Todos os membros do grupo foram concorrentes do reality show da KBS The Unit, transmitido de 28 de outubro de 2017 a 10 de fevereiro de 2018. No episódio final, os nove vencedores, decididos por voto público, foram anunciados como membros do grupo, que recebeu o nome inicial de UNI+ B.
Todos os membros do grupo estavam ativos na indústria do entretenimento antes do reality show. Feeldog estreou em 2012 como membro do Big Star, Euijin estreou no A.cian sob o nome de Lo-J em 2013, mas saiu por problemas de saúde, mais tarde estreando novamente em 2016 como membro do BigFlo. Daewon estreou como membro do Madtown em 2014, que mais tarde se desfez durante o show. Go Ho-jung estreou como membro do Hotshot em 2014. Ainda em 2014 Jun se juntou ao U-KISS. Em 2017, Chan estreou como membro do Ace, Kijung como membro do IM e Marco como membro do Hot Blood Youth. Ji Han-sol foi membro do SM Rookies, da S.M. Entertainment, deixando a empresa em 2017 para assinar com a J-FLO Entertainment e estrear no grupo New Kidd.
O nome oficial do grupo foi revelado em 24 de fevereiro de 2018, após uma votação pública com UNB sendo a escolha selecionada, e Feeldog sendo apresentado como o líder. Em 17 de março o grupo participou do Immortal Songs, no episódio 346, apresentado um cover da canção "Note of Youth (젊음의 노트)" de Yoo Mi-ri. O primeiro extended play do grupo, intitulado Boyhood, foi lançado em 7 de abril de 2018. No mesmo dia o grupo se apresentou no You Hee-yeol's Sketchbook, iniciando o ciclo promocional para o álbum, apresentando pela primeira vez as faixas "Feeling (감각)" e "Only One". Em 28 de junho, o EP Black Heart foi lançado, juntamente com o vídeo musical da faixa principal de mesmo nome.

## Integrantes
Ordem dos membros de acordo com a classificação final do The Unit e créditos no website oficial do grupo.
- Jun (준), nascido Lee Jun-young (이준영) em Seul, Coreia do Sul em 22 de janeiro de 1997 (28 anos).
- Euijin (의진), nascido Lee Eui-jin (이의진) em Sillim-dong, Gwanak-gu, Seul, Coreia do Sul em 15 de fevereiro de 1990 (35 anos).
- Go Ho-jung (고호정), nascido em Yeosu, Jeolla do Sul, Coreia do Sul em 20 de outubro de 1994 (30 anos).
- Feeldog (필독), nascido Oh Gwang-suk (오광석) em Busan, Coreia do Sul em 26 de fevereiro de 1992 (33 anos). – Líder[20]
- Marco (마르코), nascido Lee Hyung-geun (이형근) em Gwangju, Coreia do Sul em 11 de maio de 1993 (31 anos).
- Ji Han-sol (지한솔), nascido em Busan, Coreia do Sul em 21 de novembro de 1994 (30 anos).
- Daewon (대원), nascido Park Dae-won (박대원) em Cheonan, Chungcheong do Sul, Coreia do Sul em 17 de março de 1992 (32 anos).
- Kijung (기중), nascido Kim Ki-joong (김기중) em Seul, Coreia do Sul em 24 de janeiro de 2001 (24 anos).
- Chan (찬), nascido Kang Yoo-chan (강유찬) em Jeju, Coreia do Sul em 31 de dezembro de 1997 (27 anos).

## Discografia

### Extended plays
| Título      | Detalhes | Melhores posições nas paradas | Melhores posições nas paradas | Melhores posições nas paradas | Vendas                      |
| Título      | Detalhes | KOR                           | JPN                           | TW                            | Vendas                      |
| ----------- | --- | ----------------------------- | ----------------------------- | ----------------------------- | --------------------------- |
| Boyhood     | - Lançamento: 7 de abril de 2018 - Gravadora(s): Interpark Music - Formato(s): CD, Download digital Lista de faixas 1. 감각 (Feeling) 2. Only One 3. Ride With Me 4. 믿어줘 (Rebooting) 5. 감각 (Feeling) [Inst.] 6. Only One (Inst.) | 7                             | 40                            | 8                             | - KOR: 46,131 - JPN: 2,110+ |
| Black Heart | - Lançamento: 28 de junho de 2018 - Gravadora(s): Interpark Music - Formato(s): CD, Download digital Lista de faixas 1. BLACK HEART 2. 비 내린 후에 (After The Rain) 3. Moonlight 4. TO.UNME (PRESENT) 5. Dancing With The Devil (Live ver.) [Black ver.] 6. 끌어줘 (Pull Me) (Live ver.) [Heart ver.] 7. BLACK HEART (inst.) 8. 비 내린 후에 (After The Rain) [inst.] 9. Moonlight (inst.) | 7                             | 46                            | 14                            | - KOR: 48,855 - JPN: 1,518+ |

### Álbum ao vivo
| Título                                | Detalhes | Melhores posições nas paradas | Vendas        |
| Título                                | Detalhes | KOR                           | Vendas        |
| ------------------------------------- | --- | ----------------------------- | ------------- |
| 2018 UNB Fan-Con [LET′S BEGIN, UNME]' | - Lançamento: 23 de julho de 2018 - Gravadora(s): Interpark Music, Kakao M - Formato(s): DVD+CD, Download digital | 6                             | - KOR: 10,499 |

### Singles
| Título           | Ano  | Álbum       |
| ---------------- | ---- | ----------- |
| "감각 (Feeling)" | 2018 | Boyhood     |
| "Only One"       | 2018 | Boyhood     |
| "Black Heart"    | 2018 | Black Heart |

### Outras aparições
| Título                        | Ano  | Álbum                                                         |
| ----------------------------- | ---- | ------------------------------------------------------------- |
| "젊음의 노트 (Note of Youth)" | 2018 | Immortal Songs: Singing the Legend (Lyrics by Jang Gyeong-su) |

## Filmografia
| Ano     | Título                           | Rede | Notas        |
| ------- | -------------------------------- | ---- | ------------ |
| 2017–18 | The Unit: Idol Rebooting Project | KBS2 | Concorrentes |
| 2018    | Immortal Songs 2                 | KBS  | Concorrentes |

## Turnês
Fan meets
- UNB Fan Meeting [I Am Coming To See You Now] (2018)
- 2018 UNB Japan 1st Fan Meeting (2018)[34]

## Prêmios e indicações
| Ano                          | Categoria               | Trabalho nomeado | Resultado |
| ---------------------------- | ----------------------- | ---------------- | --------- |
| Asia Model Awards            |                         |                  |           |
| 2018                         | New Star Award (Singer) | UNB              | Venceu    |
| Golden Disc Awards           |                         |                  |           |
| 2019                         | Rookie Artist Award     | UNB              | Indicado  |
| 2019                         | Popularity Award        | UNB              | Indicado  |
| Soribada Best K-Music Awards |                         |                  |           |
| 2018                         | Music Star Award        | UNB              | Venceu    |